# Regiones di Plutone
Segue una lista delle regiones presenti sulla superficie di Plutone. La nomenclatura di Plutone è regolata dall'Unione Astronomica Internazionale; la lista contiene solo formazioni esogeologiche ufficialmente riconosciute da tale istituzione.
Le regiones di Plutone portano i nomi di scienziati che hanno studiato Plutone e la fascia di Kuiper.

## Prospetto
| Regio            | Eponimo | Latitudine | Longitudine | Diametro |
| ---------------- | --- | ---------- | ----------- | -------- |
| Belton Regio     | Michael J.S. Belton - Astronomo britannico alla guida della missione Galileo e fautore del Programma New Frontiers (1934-2018).                           | 9,21° S    | 91,42° E    | 3255 km  |
| Harrington Regio | Robert Sutton Harrington - Astronomo statunitense che per primo ha calcolato la massa del sistema plutoniano (1942-1993).                                 | 7,05° S    | 282,54° E   | 1213 km  |
| Lowell Regio     | Percival Lowell - Astronomo statunitense, studiò le orbite di possibili oggetti transnettuniani (1855-1916).                                              | 86° N      | 338° E      | 1215 km  |
| Safronov Regio   | Viktor Sergeevič Safronov - Astronomo russo che introdusse l'ipotesi dei planetisimi come passo per la formazione del sistema solare (1917-1999).         | 13,36° S   | 209,49° E   | 740 km   |
| Sharaf Regio     | Šafika Gil'mievna Šaraf - Astronoma sovietica che ha sviluppato un sistema di calcolo per la detrminazione dei parametri orbitali di Plutone (1915-2002). | 11,38° S   | 238,67° E   | 360 km   |
| Tombaugh Regio   | Clyde Tombaugh - Astronomo statunitense, scopritore di Plutone (1906-1997).                                                                               | 7,62° N    | 183,22° E   | 2300 km  |